# 立川こしらの落語の学校
立川こしらの落語の学校は2013年4月からJFN系列東北地方各局ほかで放送されている、落語を題材としたラジオ番組である。

## 概要
落語家の立川こしらが、落語に関するうんちくを紹介しながら、毎回1本の古典落語を題材に、あらすじや時代背景などについて解説する。その後、こしらがその落語を数分間にまとめて口演する様子が流される。
東北6県では「東北シナジー～笑いのサプリ～」のフロート番組として放送されており、エンディングではこしらが次のコーナーをナビゲートして終了している。

## 出演者
- 立川こしら - メインパーソナリティ
- 佐藤晋 - 構成作家[2]

## ネット局（2013年4月現在）
- FM青森、FM岩手、FM秋田、Date FM、FM山形、ふくしまFM
  - 「東北シナジー～笑いのサプリ」の中で放送。放送時間はそれぞれ異なる。10分枠。
- 南海放送 - 毎週日曜日 7:25 - 7:30